# DECT Standard Cipher
Der DECT Standard Cipher ist ein Verschlüsselungsstandard, der beim mobilen Telefonieren mit DECT auf der Funkstrecke zum Einsatz kommt. Die Spezifikation des DECT Standard Cipher wurde bisher nicht veröffentlicht und ist nur unter bestimmten Voraussetzungen vom Europäischen Institut für Telekommunikationsnormen (ETSI) erhältlich.

## Veröffentlichungen des Algorithmus
Am 8. Juni 2002 wurden vorgebliche Teile des Cipher-Algorithmus eines Samsung DECT SP-R6150 „Reverse engineered“ und in der Newsgroup alt.anonymous.messages veröffentlicht. Bei dem veröffentlichten Sourcecode handelt es sich jedoch um eine verstümmelte Version des freien CARACACHS-Algorithmus, so dass das beim DECT-Standard verwendete Verschlüsselungsverfahren bis vor einigen Jahren unbekannt blieb.
Im Dezember 2008 wurde bekannt, dass es gelungen ist, die Chiffre zu rekonstruieren und durch Kryptoanalyse zu brechen.
Im April 2010 veröffentlichte Karsten Nohl zusammen mit Erik Tews und Ralf-Philipp Weinmann Details zur Kryptoanalyse des bei DECT proprietären und geheimen eingesetzten Verschlüsselungsalgorithmus, welche auf Reverse-Engineering von DECT-Hardware und Beschreibungen aus einer Patentschrift beruht.